# Alloschemone
Alloschemone là một chi thực vật có hoa trong họ Ráy

## Loài
Chi này gồm các loài sau:
- Alloschemone inopinata (Bogner & P.C.Boyce, 2001)
- Alloschemone occidentalis ((Poepp.) Engl. & K.Krause, 1908)